# 增程器

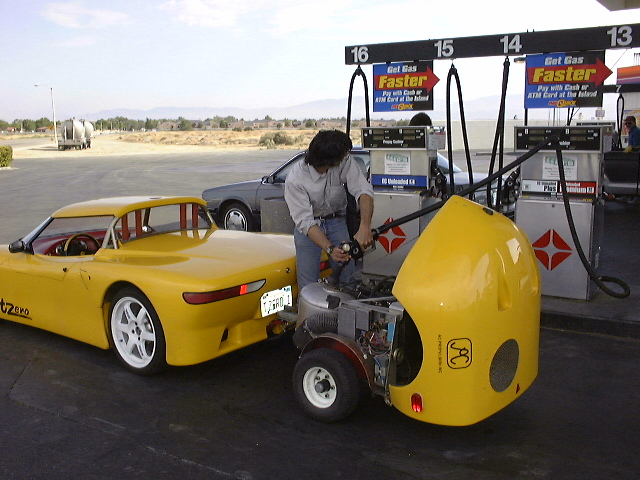
带有外置增程器的电动汽车

增程器是一种通過燃料驅動的輔助動力系統，用於純電動車上，增程器能讓发电机为純電動車的电池充电来延长車輛的行驶里程。这种車輛發動模式會被視為混合動力。最常用的增程器是内燃机。附帶增程器的電動車又被稱為增程式电动汽车或增程式电动车。